# ماستاسيبميلوس إليبسيفر
ماستاسيبميلوس إليبسيفر هو نوع من الثعابين الشوكية المتوطنة في بحيرة تنجانيقا في أفريقيا والتي يتم الاحتفاظ بها أحيانًا في أحواض السمك. على الرغم من تسميته أحيانًا بالثعبان الشوكي التنجانيقي، إلا أنه واحد فقط من خمسة عشر نوعًا من الثعابين الشوكية في حوض تنجانيقا (أربعة عشر نوعًا متوطنًا). 

## الصفات
يمكن أن يصل طول ثعبان البحر إليبسيفير إلى 45 سنتيمترًا (18 بوصة). لونه بني، مع نمط حلقي داكن يمتد على طول ظهره. زعانفه الظهرية صلبة. ثعبان البحر متوطن في بحيرة تنجانيقا ويمكن العثور عليه عادةً على طول الشواطئ. يوجد أيضًا في المناطق المتوسطة. يفضل ثعبان البحر إليبسيفير المياه الساحلية ذات القاع الرملي أو الصخري أو الموحل. البيئة المحيطة بهذا النوع هي المياه العذبة القاعية. يأكل ثعبان البحر إليبسيفير الأسماك الصغيرة في البرية، وهو نوع ليلي. مدرج في قائمة الأنواع الأقل إثارة للقلق في القائمة الحمراء للاتحاد الدولي لحفظ الطبيعة. 